# Fulquério de Chartres
Fulquério de Chartres (ou Foucher, Fulcher, Fulque, Fulk) (Chartres, c.1059 - Jerusalém, c.1127) foi um cronista da Primeira Cruzada e do Reino Latino de Jerusalém, que acompanhou o exército do bolonhês Balduíno I de Jerusalém como capelão.

## Biografia

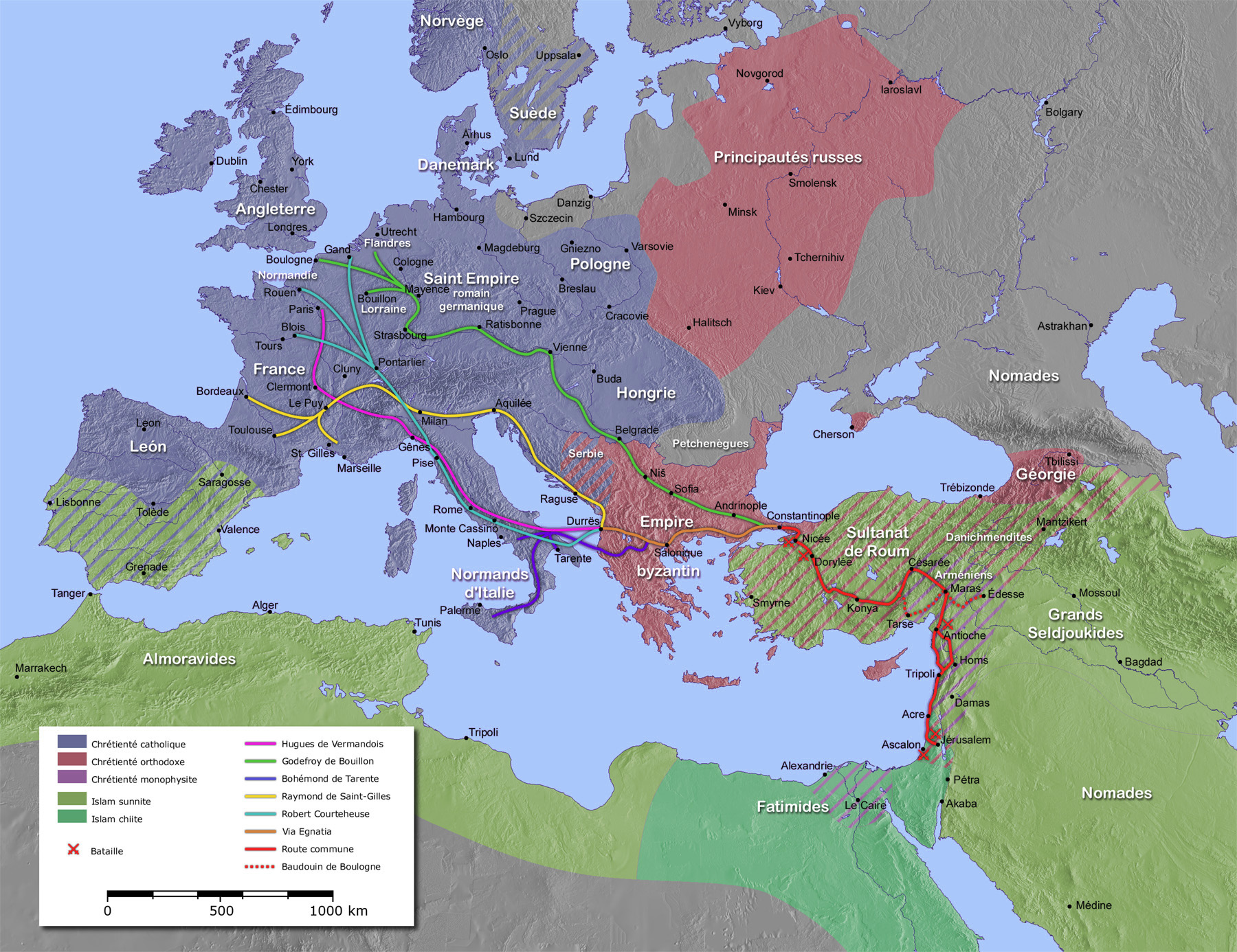
Rotas dos líderes da Cruzada dos Nobres: Fulquério de Chartres seguiu Roberto II da Normandia até Marach, passando depois a acompanhar Balduíno de Bolonha até Edessa.

Como capelão do então Balduíno de Bolonha em 1097, é natural que tivesse uma educação clerical, quase certamente em Chartres. No entanto, provavelmente não pertenceria ao capítulo da catedral, uma vez que não é mencionado na lista dos Dignitários da Igreja de Nossa Senhora de Chartres.
Os detalhes que apresentou sobre o Concílio de Clermont na sua história sugerem que esteve pessoalmente no concílio, ou que falou com quem lá esteve - talvez o bispo Ivo de Chartres, que também influenciou as opiniões de Fulquério sobre a reforma da Igreja Ocidental e a Questão das investiduras com o Sacro Império Romano-Germânico.
Inicialmente Fulquério acompanhou os exércitos do conde Estêvão de Blois e do duque Roberto II da Normandia. Atravessaram o sul da França e a Itália em 1096, saíram de Brindisi e cruzaram o mar Adriático, chegando a Constantinopla em Maio de 1097, dois meses depois da aniquilação da Cruzada Popular, onde se juntaram aos outros contingentes da Cruzada dos Nobres.
Viajaram pela Ásia Menor até Marach, onde foi nomeado capelão de Balduíno de Bolonha e acompanhou-o quando este se separou do exército principal. O seu destino era Edessa, onde o bolonhês fundou o primeiro estado cruzado. Depois da conquista de Jerusalém em 1099, voltou a acompanhar Balduíno até à Cidade Santa de forma a cumprirem os seus votos de peregrinação.
Quando o bolonhês foi eleito rei de Jerusalém em 1100, Fulquério também se estabeleceu na capital, provavelmente continuando no seu cargo de capelão até 1115. Depois desta data tornou-se cónego do Santo Sepulcro e provavelmente foi responsável pelas relíquias e tesouros da igreja. Terá morrido em Jerusalém na Primavera de 1127.

## Obra

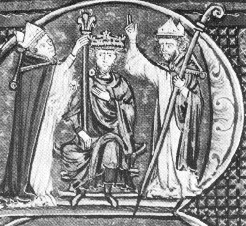
Coroação de Balduíno I de Jerusalém, Histoire d'Outremer, século XIII, na Biblioteca Nacional de França, Paris.

Fulquério foi incentivado a escrever uma história pelos seus companheiros de peregrinação, entre os quais muito provavelmente Balduíno I de Jerusalém. O trabalho foi iniciado entre o final do Outono de 1100 e a Primavera de 1101, em uma versão que não chegou aos nossos tempos mas que foi transmitida para a Europa ainda durante a sua vida. Concluída a c.1106, a obra foi usada por Guiberto de Nogent, seu contemporâneo na Europa, na sua Dei gesta per Francos.
Tendo pelo menos uma biblioteca em Jerusalém à sua disposição, na qual teve acesso à correspondência e outros documentos da cruzada, é provável que também possuísse cópias da Historia Francorum de Raimundo de Aguilers e da Gesta Francorum, que teria servido como fontes para muitas informações específicas na sua obra a que não testemunhou pessoalmente.
Fulquério dividiu a sua crónica em três livros: O primeiro descrevia as preparações para a Primeira Cruzada em Clermont-Ferrand, em 1095, incluía uma descrição maravilhada da capital bizantina e continuava até à conquista de Jerusalém e ao estabelecimento do Reino Latino de Jerusalém por Godofredo de Bulhão; o segundo narrava os feitos de Balduíno I, que sucedeu ao irmão na liderança de Jerusalém e foi o primeiro rei deste estado, de 1100 a 1118; O terceiro relatava a vida do sucessor deste, Balduíno de Bourq, até 1127, quando ocorreu uma epidemia de peste em Jerusalém, aparentemente vitimando o cronista. Os segundo e o terceiro livros foram escritos em cerca de 1109 a 1115, e 1118 a 1127, e compilados em uma segunda edição pelo próprio Fulquério.
Esta obra, geralmente vista como fiel, mesmo que não completamente fidedigna, foi usada por diversos cronistas posteriores, tais como Guilherme de Tiro e Guilherme de Malmesbury. Foi traduzida para o francês por François Guizot em 1825, publicada no Recueil des historiens des croisades, na Patrologia Latina, e também em latim por Heinrich Hagenmeyer em 1913.